# Забаро-Давыдовка
Забаро-Давыдовка (укр. Забаро-Давидівка) — село на Украине, находится в Емильчинском районе Житомирской области.
Код КОАТУУ — 1821783004. Население по переписи 2001 года составляет 58 человек. Почтовый индекс — 11222. Телефонный код — 4149. Занимает площадь 0,052 км².

## Адрес местного совета
11220, Житомирская область, Емильчинский р-н, с.Кочичино